# Lybergsgnupen
Lybergsgnupen är ett berg och naturreservat, i Malung-Sälens kommun och Mora kommun, 2 mil norr om Malung.
Från bergets topp, 659 meter över havet har man en vidsträckt utsikt över skogar och myrar. Lybergsgnupen består delvis av Särnadiabas. Den östra sidan utgörs av ett lodrätt stup, och floran här är mycket rik med en blandning av fjällväxter och sydliga, värmekrävande växter. Bland fjällväxterna märks fjällummer, snölav och tuvbräcka. Nedanför branten växer en urskogsliknande sumpig granskog. Här förekommer sällsynta arter som skogssvingel och gulplister. Vid Lybergsgnupen växter även den hotade långskägglaven och den sällsynta Dalanavellav har här sin enda förekomst i Skandinavien.
För att ta sig till Lybergsgnupen får man parkera vid Lybergets fäbodar och därifrån följa en två kilometer lång vandringsled till berget.